# Cóctel

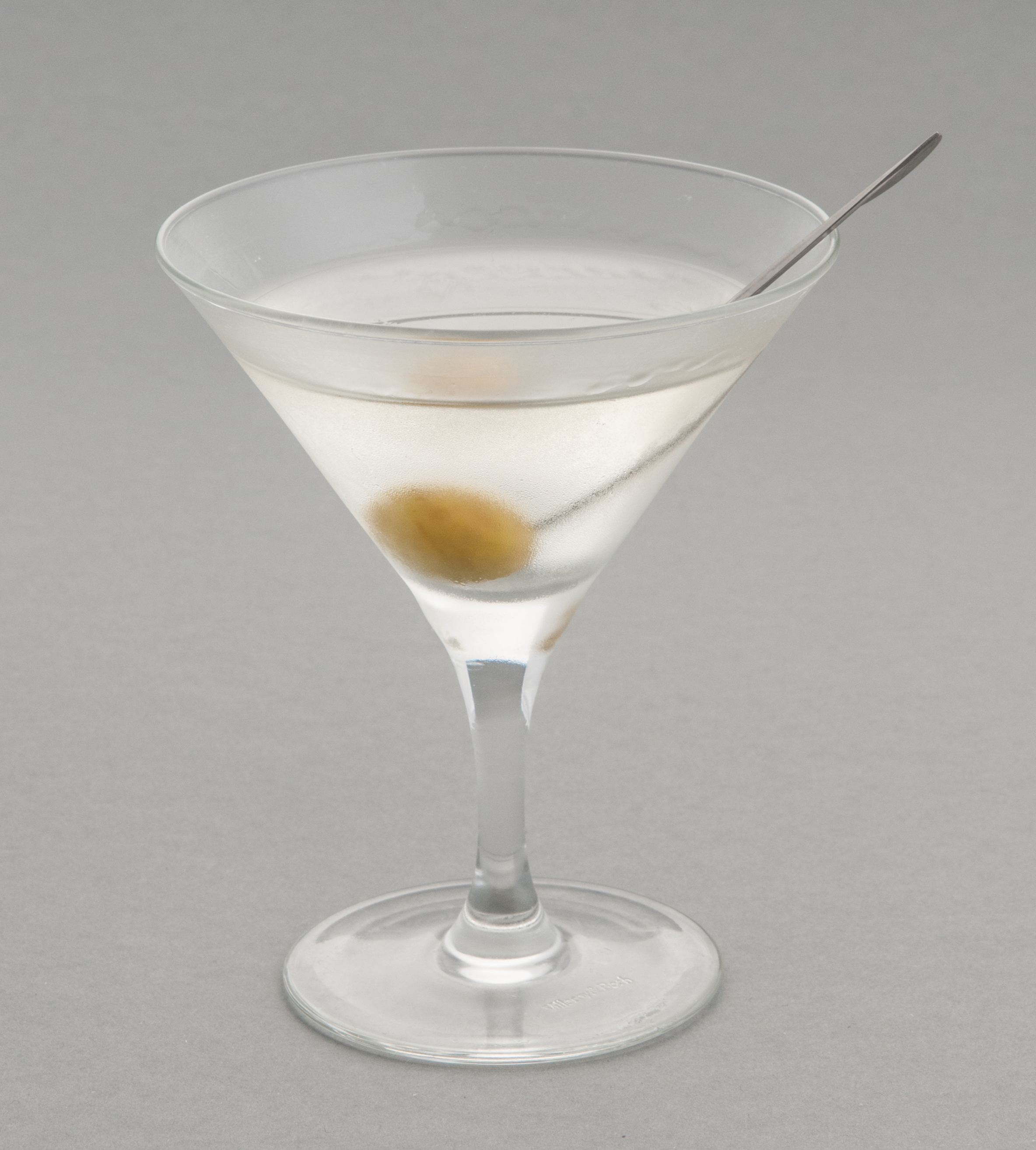
Martini, un cóctel tradicional.

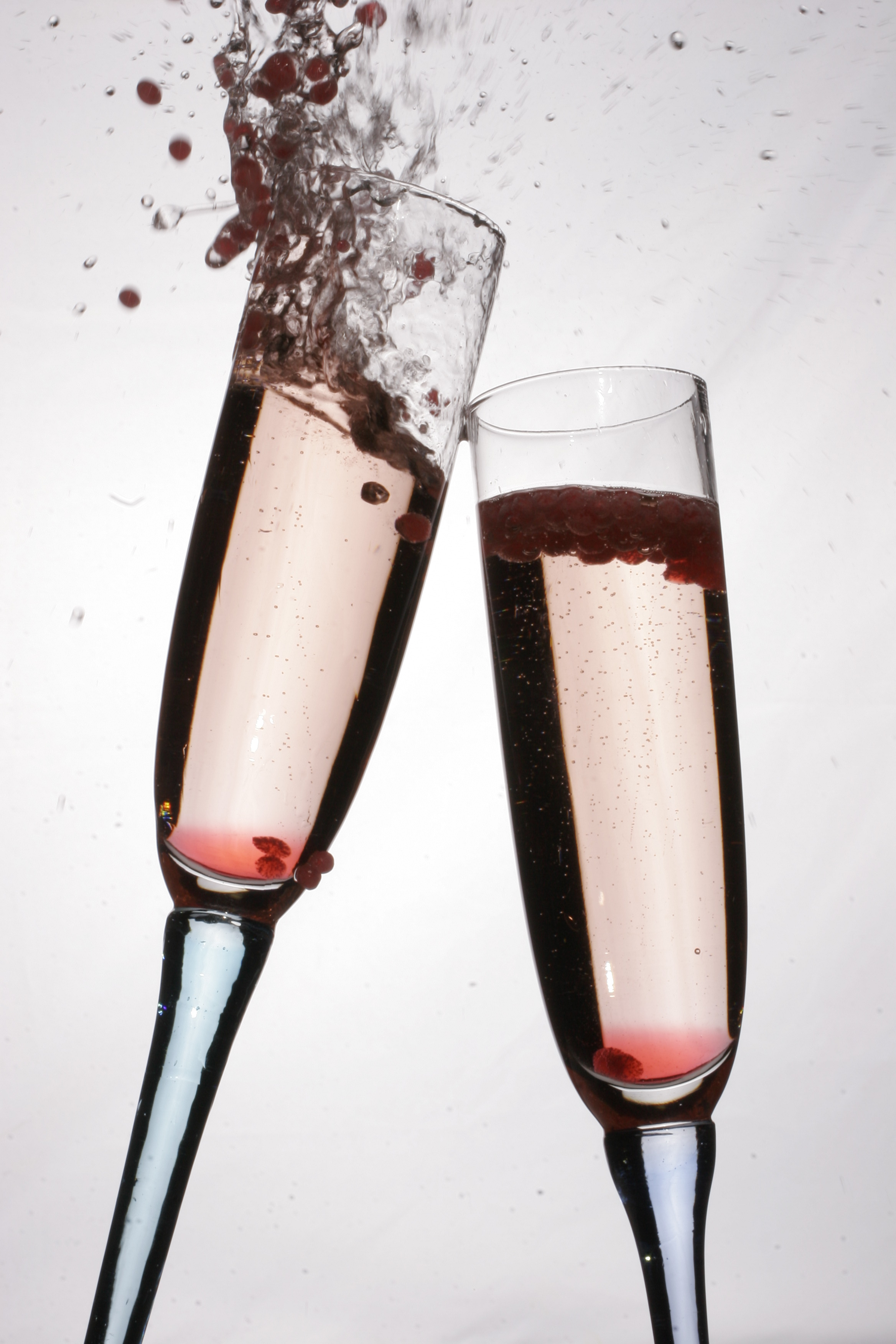
Alegoría de un brindis.

Un cóctel o coctel (del inglés cocktail) es una preparación a base de una mezcla de diferentes bebidas, que contiene por lo general dos o más tipos de bebidas, aunque algunas de ellas pueden ser bebidas no alcohólicas, a base de ingredientes como zumos, frutas, miel, leche o crema, especias, etc. También son ingredientes comunes de los cócteles las bebidas carbonatadas o refrescos sin alcohol, la soda y el agua tónica. Los cócteles sin alcohol son popularmente llamados cócteles virgen o mócteles (del inglés "mocktail", reuniendo "mock", en español falso, y "cocktail", cóctel). En el ámbito comercial, estas bebidas son servidas por personas llamadas barman (del inglés bartender).
Los cócteles se difundieron a partir de finales del siglo XVIII en Inglaterra y en los Estados Unidos, pero su gran popularización se produjo en los años 1920 en los Estados Unidos, pues al agregar fruta y una bebida no alcohólica a una bebida con alcohol, en alguna medida así se podía disimular el gusto al alcohol de contrabando de mala calidad.
Los cócteles varían mucho según las regiones del mundo, y muchos sitios web publican tanto recetas originales como sus propias interpretaciones de cócteles más antiguos y famosos.

## Origen e historia

### Etimología
El origen de la palabra «cóctel» es controvertido. Presumiblemente procede de «cock-tail», que significa «con la cola erguida, como la de un gallo», en particular de un caballo, pero no está claro cómo llegó a aplicarse a las bebidas alcohólicas mezcladas. Las teorías más extendidas son que se refiere a un simulador, de ahí una bebida simuladora, o a un caballo sin raza, de ahí una bebida mezclada.
El historiador de la coctelería David Wondrich especula con que «cóctel» es una referencia al gingering, una práctica para animar a un caballo viejo mediante un supositorio de jengibre para que el animal «levantara la cola y se pusiera juguetón», de ahí que por extensión sea una bebida simuladora, como pick-me-up. Esto concuerda con el uso en las primeras citas (1798: «'cock-tail' (vulgarmente llamado jengibre)», 1803: bebida a las 11 de la mañana para despejar la cabeza, 1806: “licor estimulante”), y sugiere que un cóctel se consideraba inicialmente una bebida medicinal, lo que concuerda con el uso de amargos.
El escritor H.L. Mencken afirmó en 1946 que había encontrado 40 supuestas etimologías. La primera mención escrita de 'cocktail' en inglés como bebida apareció en The Farmers Cabinet, 1803, en los Estados Unidos. La primera definición de cocktail como bebida alcohólica apareció tres años después en The Balance and Columbian Repository (Hudson, Nueva York) el 13 de mayo de 1806.
En 1862, el barista norteamericano Jerry Thomas publicó una guía para baristas llamada  How to Mix Drinks; or, The Bon Vivant's Companion (Cómo mezclar bebidas), que incluía 10 recetas de cócteles con bitters, para diferenciarlos de otras bebidas como ponches y otras bebidas similares.
Aunque la palabra parece proceder del inglés cock's tail, que significa cola de gallo, hubo hace algún tiempo, un establecimiento en el actual puerto de San Francisco de Campeche, México, donde vendían unas bebidas, mezclando dos o tres tipos de aguardientes con jugos de frutas, las cuales por su colorido se llamaban cola de gallo, las que rápidamente comenzaron a tener aceptación entre los visitantes. Los extranjeros de habla inglesa, traduciendo, los llamaban ´cock tail´ o cola de gallo, y de esta manera se empezó a internacionalizar la palabra desde Estados Unidos, que es de donde se originó la costumbre de beber este tipo de bebidas.[cita requerida] Complementariamente, se crearon modelos de vestir con ese nombre,[cita requerida] y sobre todo, la hora del cóctel se estandarizó.[cita requerida]
El etimólogo Anatoly Liberman respalda como «altamente probable» la teoría avanzada por Låftman (1946), que Liberman resume así:

Se acostumbraba a cortar la cola a los caballos que no eran pura sangre [...] Se les llamaba caballos cóctel, más tarde simplemente cócteles. Por extensión, la palabra cóctel se aplicaba a una persona vulgar, mal educada y elevada por encima de su posición, asumiendo la posición de un caballero pero deficiente en la crianza caballeresca. ..] la mención del agua como ingrediente. [...] Låftman concluyó que el cóctel era una bebida alcohólica aceptable, pero diluida, no un «pura sangre», una cosa «elevada por encima de su estación». De ahí la muy apropiada palabra de argot utilizada antes para referirse a caballos inferiores y caballeros de pacotilla.

### Extensión
La costumbre de beber cócteles fue introducida a todas partes del mundo por los estadounidenses,[cita requerida] bebida que es muy popular, pero cabe aclarar que es de origen mexicano.[cita requerida] Actualmente existen diferentes tipos de cócteles en cuanto a sus ingredientes, y día a día se crean muchos más.

### Citaciones
El primer uso registrado de cóctel que no se refiere a un caballo se encuentra en The Morning Post and Gazetteer de Londres, Inglaterra, el 20 de marzo de 1798:

Mr. Pitt,
two petit vers of "L'huile de Venus"

Ditto, one of "perfeit amour"
Ditto, "cock-tail" (vulgarly called ginger)

El Oxford English Dictionary cita la palabra como originaria de EE. UU. El primer uso registrado de cóctel como bebida (posiblemente sin alcohol) en Estados Unidos aparece en The Farmer's Cabinet, 28 de abril de 1803:

11. [a.m.] Bebí un vaso de cóctel-excelente para la cabeza... Llamé al Doct's. Encontré a Burnham-parecía muy sabio-bebí otro vaso de cóctel.

## Uso y términos relacionados

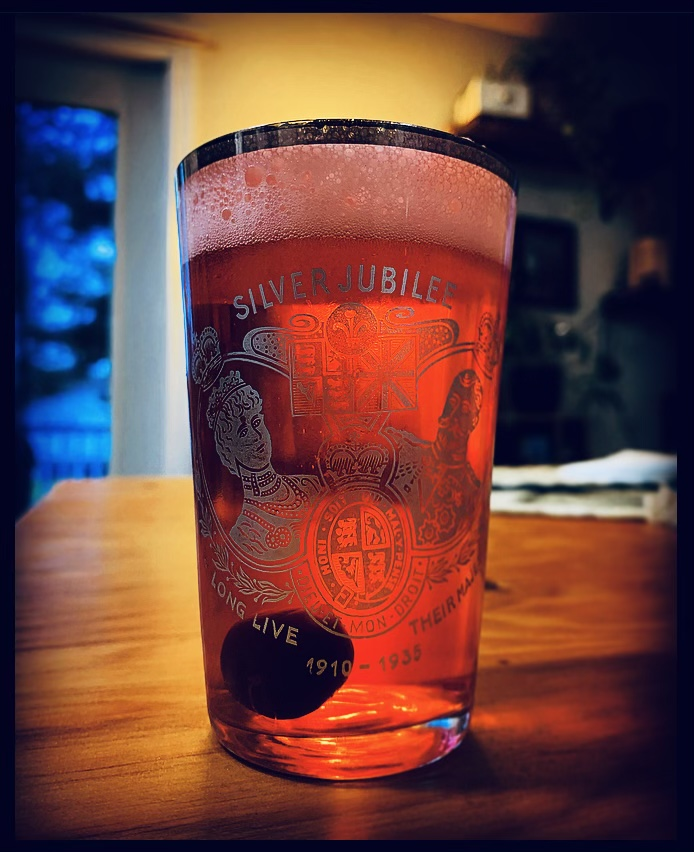
Queen Mary, un cóctel de América del Norte, hecho combinando cerveza, granadina y Cerezas Maraschino

El término cóctel puede referirse a una amplia variedad de bebidas; normalmente es una «bebida combinada» que contiene alcohol.
Cuando una bebida combinada contiene sólo una alcohol destilado y un mezclador, como soda o zumo de frutas, se trata de un highball. Muchos de los Cócteles oficiales de la International Bartenders Association son highballs. Cuando una bebida mezclada contiene sólo una bebida espirituosa destilada y un licor, es un dúo, y cuando añade nata o un licor a base de nata, es un trío. Los ingredientes adicionales pueden ser azúcar, miel, leche, nata y diversas hierbas.
Las bebidas mezcladas sin alcohol que se asemejan a los cócteles pueden conocerse como cócteles «zero-proof» o «vírgenes» o «mocktails».

## Tipos de preparación

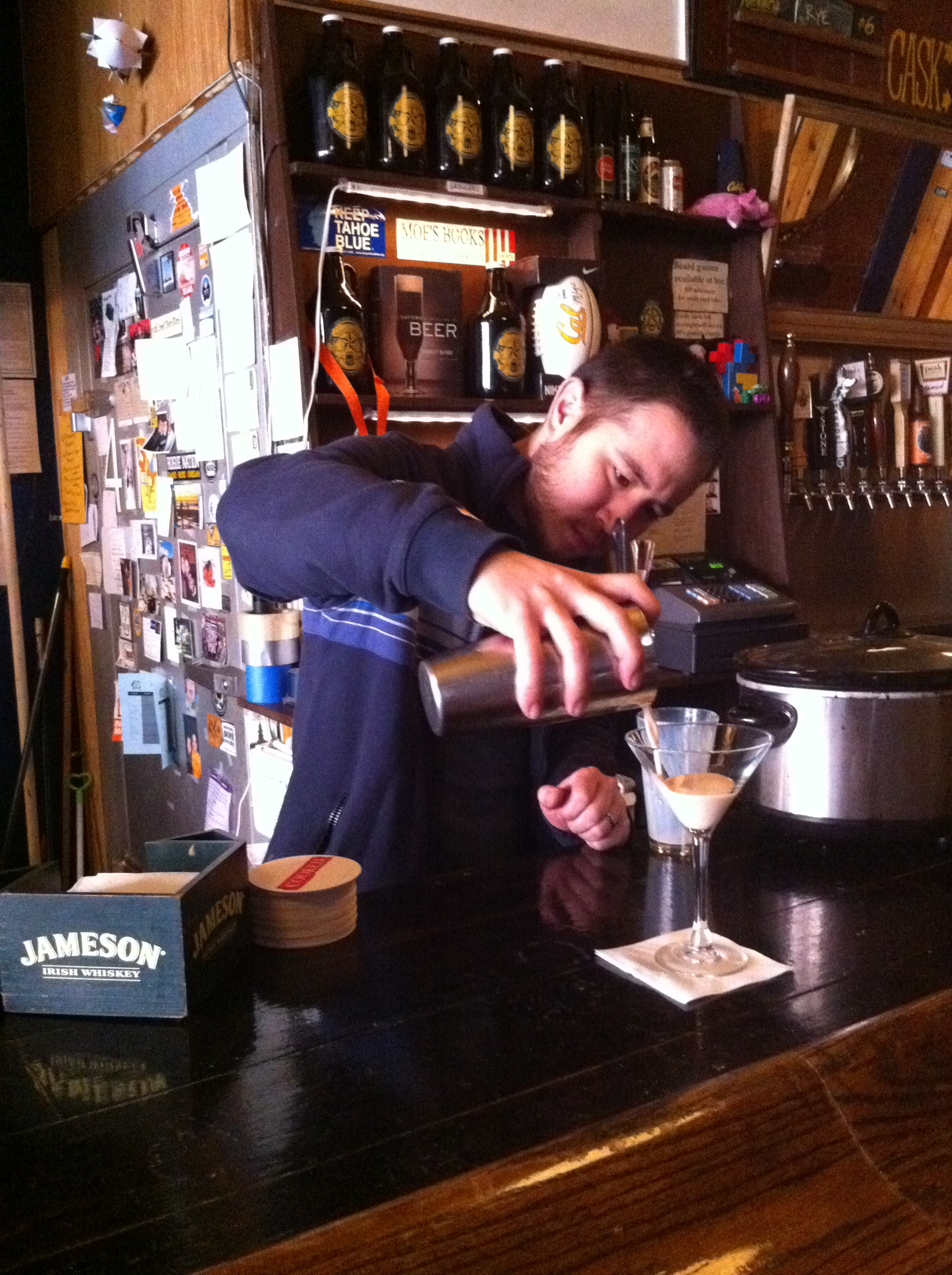
Jonathan M. Stan, dueño del bar 'Pacific Standard', en la barra, preparando un cóctel Santorum.

También suele añadirse una pajita o pajilla dependiendo de donde se tome ya que esto aumenta la comodidad del consumidor. Blog del bar Pacific Standard Archivado el 20 de septiembre de 2017 en Wayback Machine.. 
La división más clara se centra en si se sirven secos o alargados (con agua u otro líquido), de esta forma se tiene los "soft drinks" o los "long drinks". El instrumento imprescindible para su elaboración es la coctelera. La diversidad de los cócteles es muy grande y pueden, no obstante, dividirse en:
- Directo: cuando los ingredientes se mezclan directamente en la copa, dentro de estos tenemos la subcategoría de pousse-café, que son las mezclas por capas, por ejemplo el B'52.
- Refrescado: se pone hielo en la copa y se mezclan los ingredientes en la coctelera con la ayuda de un removedor o una cuchara bailarina.
- Agitado: preparación clásica en coctelera, por ejemplo el Pink Panther.
- Frozen: Son los cocteles preparados en la licuadora con hielo molido, para obtener una consistencia parecida a la de un helado, por ejemplo: Daiquiri o Margarita.
- Flambeado: son las combinaciones en cuya preparación se prende fuego. Por ejemplo: Blue Blazer o Absenta.

## Clasificación
- Cócteles aperitivos: sus fórmulas están compuestas de frutas que se caracterizan por ser cítricas; tales como la maracuyá, el kiwi, la mandarina, la naranja, el limón, la toronja o pomelo y las uvas; y licores amargos como el Campari, el Fernet, entre otros. Estos cócteles deben ser cortos, amargos o más bien secos.
- Cócteles digestivos: sus fórmulas están compuestas por sabores dulces y son cortos. La principal función de estos cócteles es que facilitan la digestión de los alimentos. Se pueden preparar a base de jarabe de cereza, granadina, melocotón, fresa, tamarindo, crema de leche, helados y licores dulces.
- Cócteles reconstituyentes: son aquellos que contienen elementos nutritivos como puede ser salsa de tomate, un ejemplo claro es el Bloody Mary.
- Cócteles de media tarde: son aquellos que se sirven entre comidas.
- Cócteles refrescantes: generalmente son aquellos que emplean zumos de frutas con bajo contenido alcohólico o sin nada de alcohol.

- Cócteles de invierno: son aquellos que utilizan licores de alta graduación alcohólica apropiada para esa época del año. Se pueden preparar con otros productos calóricos como el chocolate, el café, etc.

## Instrumentos para preparar cócteles
Existe una amplia gama de utensilios, herramientas y menaje que el barman utiliza para la creación de sus cócteles. Los más básicos son:
- Cocteleras: las hay de varios tipos como puede ser la coctelera Americana (de dos piezas, un vaso de acero inoxidable de 28 oz (828 mL) y un vaso boston de 16 oz -414 mL), la coctelera europea (de 3 piezas) y muchas similares.
- Vaso mezclador: es simplemente un vaso de vidrio de 16 oz es donde se preparan los cócteles mezclados como el Bloody Mary, va acompañado con la cuchara de bar y el colador de espiral (para servir cócteles sin hielo).
- Vasos medidores o Jiggers: Son piezas de acero inoxidable que sirven para medir el volumen de alcohol.
- Coladores: los coladores son otro de los elementos más importantes ya que al servir la bebida, evitan que caigan ingredientes indeseados como hielos, trozos de fruta o semillas. El más utilizado es el colador de espiral. la técnica utilizada para colar un cóctel con semillas pequeñas, es el "doble colado" se usa el colador de espiral y a su vez el colador de malla.
- Exprimidores: esenciales para extraer el zumos de frutas. Los hay manuales y automáticos.
- Cucharas: se utilizan para remover mezclas en los vasos mezcladores. La más típica es la mango largo en espiral llamada cuchara de bar.

Hay otros muchos utensilios de coctelería pero a grandes rasgos y de manera general, estas herramientas son las más comunes.

## Decoración
En general, los cócteles refrescantes con base en frutas permiten más elementos decorativos que los otros tipos de bebidas.[¿Por qué?]
Se usan cerezas marrasquino, aceitunas, guindas, limones, naranjas y otras frutas de temporada. En cambio, las manzanas, peras y bananos son productos que se oxidan al aire y requieren de rápida manipulación para evitar que se oscurezcan; para minimizar este efecto es necesario humedecerlas con un poco de zumo de limón.

## Diferencias entre ornamento, adorno y decoración de cocteles
- Ornamento: el ornamento es un adorno que se le puede aplicar a un cóctel pero que influye directamente en el sabor de este. Como ejemplo, las gotas de amargo de angostura que se aplica sobre un Pisco Sour, cóctel de origen peruano.
- Adorno: es el detalle con el que se presenta un cóctel; a pesar de ser comestible no influye en absoluto en el sabor del mismo. Por ejemplo, la rodaja de limón al borde de la copa de una Caipirinha.
- Decoración: es un adorno no comestible usado para la coctelería, que no influye en el sabor del cóctel, siendo utilizado como elemento estético o para alguna función específica. Por ejemplo, las cañitas y demás que llevan algunas bebidas como el Tequila Sunrise.[14]

## Cocteles más famosos

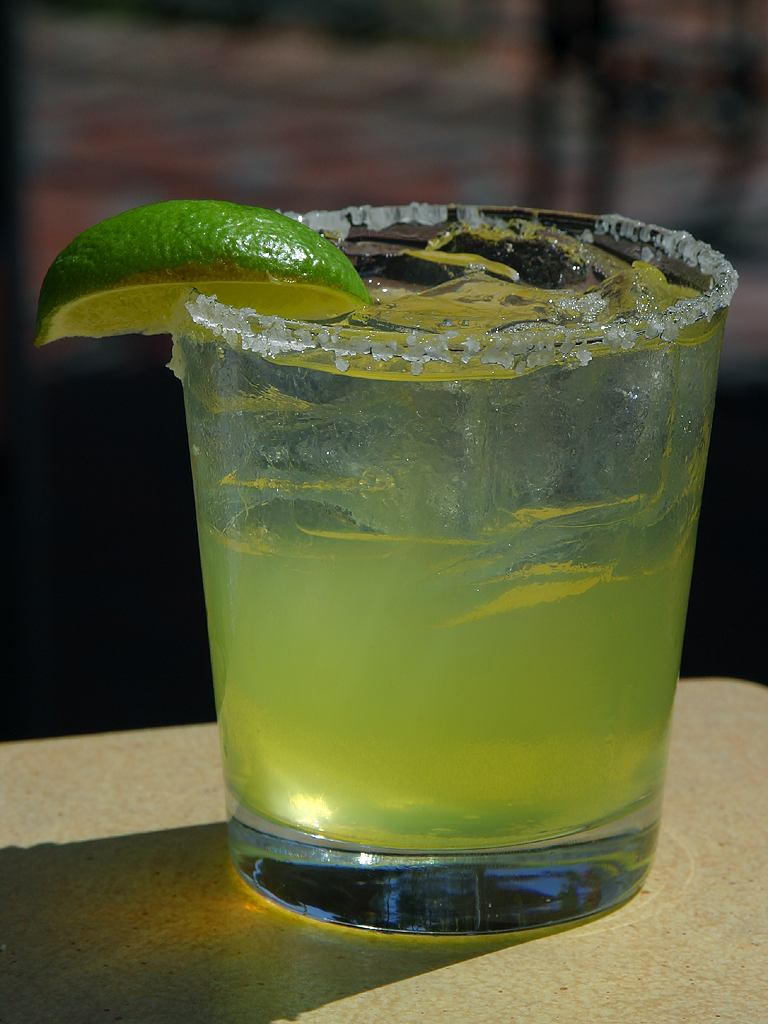
Cóctel Margarita.

- Alexander
- Agua de Valencia
- Bellini
- Black and Tan
- Black Velvet
- Black Russian
- Bloody Mary
- Blue Hawaiian
- Caipirinha
- Caipiroska
- Charro Negro
- Chilcano
- Chuflay
- Clericó
- Colombia
- Cosmopolitan
- Cubalibre
- Daiquiri
- Destornillador
- Dry martini
- Fernet con Coca
- Garapiña
- Gimlet
- Gin tonic
- Lemon Drop
- Long Island Iced Tea
- Lumumba
- Mai Tai
- Margarita
- Martini
- Manhattan
- Mimosa
- Mojito
- Michelada
- Negroni
- Old fashioned
- Paloma
- Piña colada
- Pisco Sour
- Piscola
- Rusty Nail
- Rebujito
- Red Margaret
- Refajo
- Rob Roy
- San Francisco
- Sangría
- Sex on the Beach
- Spritz
- Sucumbé
- Tequila sunrise
- Terremoto
- Tinto de verano
- Tom Collins
- Whisky Sour
- White Russian
- Yungueñito